# 真诚与爱 (郭峰专辑)
《真诚与爱》是中国音乐人郭峰主创的录音室专辑，于1987年由中国录音录像出版总社发行。专辑共收录八首由郭峰作曲的作品，由郭峰、韦唯、杭天琪、田震、左树萍、嘟嘟等人演唱。

## 唱片曲目
| 顺序 | 歌名           | 演唱       | 作曲 | 作词 | 时长 |
| ---- | -------------- | ---------- | ---- | ---- | ---- |
| 01   | 总是这样       | 男生合唱   | 郭峰 |      |      |
| 02   | 路             | 杭天琪     | 郭峰 |      |      |
| 03   | 让我再看你一眼 | 田震       | 郭峰 | 郭峰 |      |
| 04   | 小小的空白     | 左树萍     | 郭峰 |      |      |
| 05   | 不是诺言的诺言 | 郭峰       | 郭峰 | 郭峰 |      |
| 06   | 只有自己才知道 | 郭峰、嘟嘟 | 郭峰 |      |      |
| 07   | 时光在流逝     | 韦唯       | 郭峰 |      |      |
| 08   | 直到那一天     | 合唱       | 郭峰 |      |      |

## 制作人员
- 作曲：郭峰
- 作词：郭峰、小林
- 演唱：郭峰、韦唯、杭天琪、田震、左树萍、嘟嘟等

## 相关
- 1986年9月（专辑发行前），在中国中央电视台举办的第二届“全国青年歌手电视大奖赛”上，韦唯凭借演唱郭峰创作的《让我再看你一眼》荣获专业组通俗唱法二等奖。[5][6][7]

## 其他演唱版本
- 《不是诺言的诺言》被歌手张行演唱并收录于其1988年发行的专辑《三年后的张行》中（浙江文艺音像出版社出版，发行出版编号：ZWY30，出版日期：1988）。[8]
- 《让我再看你一眼》最早由朱桦演唱，后被韦唯、田震和郭峰本人演唱。
  - 早年现场演出。朱桦在1986年5月9日的“让世界充满爱：第一届百名歌星演唱会——致国际和平年”的慈善音乐会上演唱了该歌曲；同年9月，韦唯在由中国中央电视台举办的第二届“全国青年歌手电视大奖赛”上演唱了该歌曲[5][6][7]。
  - 录音室版本。朱桦演唱的录音室版本收录于郭峰于1985发行的专辑《星新星》中（1988年发行的郭峰作品音乐会专辑《爱的世界》和2000年发行的郭峰作品精选辑《经典郭峰1980-2000》中收录的也是朱桦演唱的版本）；韦唯演唱的录音室版本收录于1986年发行的韦唯个人专辑《再看你一眼》中；田震演唱的录音室版本收录于1987年发行的本条目专辑《真诚与爱》中[9][10]。